# Lina Marcela Gallego
Lina Marcela Gallego Páez es una bióloga colombiana, receptora de una beca L'Oréal-UNESCO a Mujeres en Ciencia en el año 2013 por su labor investigativa enfocada en generar el diagnóstico adecuado dependiendo del tipo de cáncer y del perfil genético de cada paciente.

## Biografía

### Formación académica
Gallego se graduó como bióloga en la Universidad del Valle en el año 2005. Dos años después se trasladó al Japón para realizar una Maestría en Ciencias Biológicas en el Instituto Tecnológico de Tokio, misma institución donde realizó un Doctorado en Ciencias Biológicas. En 2014 cursó una Maestría en Comunicación Científica, Médica y Medioambiental en la Universidad Pompeu Fabra en Barcelona, España.

### Carrera
Como docente ha estado vinculada a instituciones como el Colegio y Centro de Arte Juvenilia y la Universidad Libre (Colombia). Ha desarrollado proyectos de investigación a nivel internacional en la Universidad de Tokio y en la Fundación Japonesa de Investigación del Cáncer, enfocándose, según sus propias palabras, en "definir estrategias específicas que logren distinguir el tratamiento para cada persona que padezca de cáncer y cómo de manera más personalizada, podamos ser más efectivos". Su investigación tiene como objetivo principal generar un diagnóstico más adecuado para cada paciente, para de esta forma poder realizar diferentes tratamientos terapéuticos para el manejo de la enfermedad. Por sus esfuerzos investigativos, Gallego recibió una beca L'Oréal-UNESCO a Mujeres en Ciencia en el año 2013. Ha recibido otro tipo de galardones, como el Premio Nacional de Genética y Biotecnología otorgado por la Asociación Colombiana de Ciencias Biológicas, un homenaje en el Festival de Héroes en Bogotá, entre otros.

## Premios y reconocimientos destacados
- 2005 - Premio a Mejor Presentación de Trabajo Libre, IV Congreso Internacional y VII Nacional de Fertilidad y Esterilidad.
- 2006 - Beca de Viaje, Conferencia Mujeres Latinoamericanas en las Ciencias Exactas y de la Vida.
- 2007 - Premio Nacional de Genética y Biotecnología, Asociación Colombiana De Ciencias Biológicas ACCB.
- 2013 - Beca L'Oréal-UNESCO a Mujeres en Ciencia.
- 2015 - Homenaje Festival Héroes Bogotá.

## Publicaciones
- 2008 - "Prevalencia de microdeleciones en el cromosoma Y en una población de pacientes con infertilidad masculina".
- 2014 - "Smc5/6-mediated regulation of replication progression contributes to chromosome assembly during mitosis in human cells".
- 2017 - "Transcription Dynamics Prevent RNA-Mediated Genomic Instability through SRPK2-Dependent DDX23 Phosphorylation".
- 2017 - "Alternative splicing: the pledge, the turn, and the prestige. The key role of alternative splicing in human biological systems".